# 質疑
質疑（しつぎ）とは、議会の本会議や委員会の議事手続において討論や表決に入る前に当該事件について議員が口頭で提案者等に対して説明や所見を求め疑義を質すこと。質問とは異なり議題とは関係のないことについては質疑を行うことはできず、議事手続において議題となったときにのみ質疑は可能である。

## 概要
質疑の相手方としては、提案者のほか、説明のため出席する理事、委員長報告を行う委員長、少数意見の報告者、修正案を提出した者がある。

なお、議事進行上、質疑に対する質疑のほか、討論、議事進行、一身上の発言、陳謝・釈明、一般質問に対する質疑なども認められない。

## 日本の国会
日本の国会においては、会議の場において口頭で内容を述べるのを「質疑」と呼ぶ。これは、国会において「質問」は本来文書で行われるものとされていることに由来する。また、文書質問の制度があることと、議会の定数が地方議会と比べて多いこと、並びに会派に属しない議員が少ないなどの理由により、代表以外の議員が本会議で演壇に立って内閣総理大臣に直接質す形式の質疑は認められていない。

本会議で行われる代表質問と、委員会（常任委員会・特別委員会）・審査会で行われる基本的、一般的、締めくくりなどの各種質疑を合わせて議事進行上の質疑としている。

### 種類

#### 基本的質疑
以前、「総括質疑」（そうかつしつぎ）と呼ばれていたもので、予算の場合は政府四演説と代表質問、一般的な法律案の場合は趣旨説明を行った後、委員会に付託されて初めて行われる質疑のことをいう。特に予算委員会における一般会計本予算の基本的質疑は内閣総理大臣および閣僚全員が出席を義務付けられ、NHKのテレビ（NHK G）とラジオ（R1）で全国放送される。

#### 一般的質疑
委員会において、議案を担当する閣僚のみが出席し、内閣総理大臣は出席しない質疑を指す。

#### 締めくくり質疑
議案が委員会採決にかけられる直前に行われる質疑のことである。こちらも予算と重要な歳入法案の場合は内閣総理大臣および全閣僚が出席を義務付けられる他、開催前に中央公聴会を行わなければならない。委員長が質疑終局を宣言した後に委員会採決を行う。
その後、委員長は本会議で審議の経過を報告し、討論を経て本会議採決が行われる。

### 制限
質疑の回数・発言時間等には制限がある。本会議の場合は原則として各議院の議長が決することができる。委員会の場合は委員長が委員会に諮って決する。
委員会質疑での質問者の持ち時間の計算方法は衆議院と参議院で大きく異なる。衆議院の場合には答弁者の答弁中も質問者の持ち時間が費消される計算方式となっており、質問者の質問時間と答弁者の答弁時間の合計時間で残りの持ち時間が計算される（往復方式）。参議院の場合には答弁者の答弁中は質問者の持ち時間は費消されず、質問者の質問時間のみによって残りの持ち時間が計算される計算方式がとられている（片道方式）。

なお、証人喚問および参考人質疑の場合は、議員が証人あるいは参考人に質問するのみで、証人・参考人が議員に対して質問することは出来ない。

委員会での質疑が長引き終局のメドが立たない場合は、議長が委員長に対して本会議での中間報告を求め、そのまま討論・採決へ進む場合もある。

## 地方議会
地方議会でも国会と同様に、本会議で行われる代表質問と、委員会・審査会で行われる一般質疑を合わせて議事進行上の質疑としている。しかし、国会と違って無所属議員が多いため、各会派の代表以外の議員が本会議で演壇に上って、首長に対して政策全般について質す「一般質問」の制度がある。